# Côme Levin
Pour les articles homonymes, voir Levin.
 (juin 2025).
Si vous disposez d'ouvrages ou d'articles de référence ou si vous connaissez des sites web de qualité traitant du thème abordé ici, merci de compléter l'article en donnant les références utiles à sa vérifiabilité et en les liant à la section « Notes et références ».
Côme Levin est un acteur français, né le 11 septembre 1990 à Paris.

## Filmographie

### Cinéma
- 2004 : Qui perd gagne ! de Laurent Bénégui : Joseph
- 2009 : The Visit de Côme Levin
- 2010 : Pieds nus sur les limaces de Fabienne Berthaud
- 2012 : Radiostars de Romain Lévy : Jérémy
- 2013 : Malavita de Luc Besson : J.P.
- 2013 : Des morceaux de moi de Nolwenn Lemesle : Gabin
- 2013 : Un prince (presque) charmant de Philippe Lellouche : Seb
- 2014 : SMS de Gabriel Julien-Laferrière : Kevin
- 2016 : Le Petit Locataire de Nadège Loiseau : Damien
- 2016 : Le Correspondant de Jean-Michel Ben Soussan : Le caïd
- 2016 : Cigarettes et Chocolat chaud de Sophie Reine
- 2016 : Five de Igor Gotesman : le livreur de pizzas
- 2017 : Gangsterdam de Romain Lévy : Durex
- 2017 : Patients de Grand Corps Malade et Mehdi Idir : Eric
- 2020 : Papi Sitter de Philippe Guillard : Doudou
- 2022 : Trois fois rien de Nadège Loiseau : La Flèche
- 2024 : Making of de Cédric Kahn : Boule
- 2024 : Les Arènes de Camille Perton : Ariel Anski

### Courts métrages
- 2007 : Le Coursier du parc de Agnès Cassin
- 2009 : En Colo de Pascal-Alex Vincent
- 2009 : Arthur Ougeon de Côme Levin
- 2014 : Le Phénix de Joan Borderie
- 2019 : Bite con merde de Côme Levin[3]
- 2019 : Max de Florence Hugues
- 2019 : Sidney avec Alison Wheeler

### Télévision
- 2002 : Commissariat Bastille de Jean-Marc Seban
- 2002 : Patron sur mesure de Stéphane Clavier
- 2002 : PJ de Gérard Vergez
- 2005 : Les Montana de Benoît d'Aubert
- 2006 - 2010 : Trop la classe ! de Dimitri Bodianski
- 2008 : Vénus et Apollon de Pascal Lahmani
- 2008 : Samantha oups ! de Gérard Pautonnier
- 2009 : Sweet Dream de Jean-Philippe Amar
- 2010 : Victoire Bonnot de Philippe Dajoux
- 2011 : 1788... et demi de Olivier Guignard
- 2013 : Fais pas ci, fais pas ça, saison 6
- 2013 : Vive la colo ! de Stéphane Clavier
- 2013 : Profilage de Julien Despaux
- 2013 : Main courante de Jean-Marc Thérin
- 2014 : Peplum de Philippe Lefebvres
- 2014 : Ceux de 14 d'Olivier Schaxtzky
- 2014 : Les Petits Meurtres d'Agatha Christie d'Eric Woreth, saison 2
- 2017 : Missions de Julien Lacombe : Basile Verhoeven
- 2018 - 2023 : Balthazar de Frédéric Berthe : Dr Eddy Drouhot
- 2020 : Capitaine Marleau, épisode La Reine des glaces de Josée Dayan
- 2022 : Détox (mini-série) : Julien
- 2023 : Schlitter, téléfilm de Pierre Mouchet : Arnaud
- 2025 : Vidal, téléfilm de Bénédicte Delmas : Maître Stains

## Distinctions
- Festival du film de Sarlat 2016 : prix d'interprétation masculine pour Patients (prix collectif pour l'ensemble des acteurs du film)